# Альфред Стігліц
Альфред Стігліц (англ. Alfred Stieglitz, 1 січня 1864, Гобокен (Нью-Джерсі), Нью-Джерсі — 13 липня 1946, Нью-Йорк) — американський фотограф, який зробив неоціненний внесок у розвиток фотографії і становленні її як окремого напрямку в мистецтві. Він писав статті, публікував журнали, містив галереї, проводив виставки і конкурси.

## Біографія
Альфред Стігліц народився 1 січня 1864 в Нью-Джерсі в заможній родині. З 1871 Альфред вчиться в найкращій школі Нью-Йорка. У 1881 році сім'я Стігліца (його батько — німецький єврей) переїжджає до Німеччини. Альфред продовжує своє навчання в технічному університеті Берліна.
Альфред не мав потреби в грошах, шукав інтелектуальних розваг. У цих пошуках він почав відвідувати лекції відомого хіміка Германа Фогеля, який, крім усього іншого розповідав про фотографії. У той же час він був знайомий з молодими художниками Адольфом фон Менцелем і Вільгельмом Хасманом, які були захоплені ідеєю створення зображень безпосередньо з натури — тобто фотографією.
У 1884 його родина повернулася в Америку, а сам Альфред Стігліц ненабагато затримався в Німеччині для завершення навчання
У 1887 він написав свою першу статтю «Слово або Два про аматорської фотографії в Німеччині».
У 1884 році він взяв участь в щорічному конкурсі фотографії, який проводив британський журнал «Amateur Photographer». І його фотографія «The Last Joke, Bellagio» посіла перше місце. На наступний рік, в тому ж конкурсі, його роботи зайняли перше і друге місця. В результаті його репутація як фотографа стрімко зросла, а журнали почали друкувати його роботи.
У 1890, за сімейними обставинами, Альфред Стігліц був змушений повернутися в Нью-Йорк. Він став партнером у фірмі, яка виготовляла фотогравюри.
У 1892 він купує легку камеру, для якої не потрібно було постійно носити штатив, а в 1893, за допомогою цієї камери зробив найбільш відомі свої фотографії: «Winter, Fifth Avenue» і «The Terminal». Популярність його росла, і в 1893 він стає другим редактором «The American Amateur Photographer».
З 1903 по 1917 Альфред Стігліц щоквартально видає фотографічний журнал Camera Works. За 14 років існування Camera Works вийшло 50 номерів видання.
Стігліц задумував журнал, як добірку кращих фотографічних робіт сучасників. Кожний випуск друкувався з тиражем в 1000 екземплярів (крім останніх, коли доводилося скорочувати тираж до 500). Для читачів один номер коштував $ 2 або $ 4 за річну передплату.
Влітку 1905 Альфред Стігліц створив і очолив галерею 291, а офіційне відкриття відбулося 24 листопада 1905.
При відкритті галерея була названа «Little Galleries of the Photo-Secession». З цією назвою вона проіснувала близько трьох років, і в 1908 була закрита на кілька місяців, через фінансові проблеми.
Пізніше галерею відкрили знову і перейменували, її нову назву сформувалося невигадливо, вона розміщувалася в 291 будинку на П'ятій авеню в Нью-Йорку.
Після повторного відкриття галереї, в 1908—1909 роках, Альфред Стігліц дуже активно працював над підготовками виставок і закинув свою фотографію. За ці два роки його роботи не потрапили ні в один з важливих каталогів. Галерея проіснувала до 1917 року. І стала, урешті-решт, однієї з найвідоміших арт галерей миру. У 1917 р. Стігліц закрив «Галерею 291» через відсутність фінансування, так як розлучився зі своєю дружиною і її станом. Причиною розлучення послужили стосунки Альфреда з Джорджією О'Кіф. Альфред і Джорджія довго листувалися, оскільки вона жила в Техасі. А в червні 1917 вона перебралася в Нью-Йорк і з тих пір вони були нерозлучні. А в 1924 році вони стали чоловіком і дружиною. Розлучення з першою дружиною зайняв досить багато часу. За час спільного життя Стігліц зробив кілька сотень знімків Джорджі в різних позах, в різному настрої в різних характерах.
У 1920 Альфред Стігліц зробив свою персональну виставку в Anderson Galleries, першу після довгої перерви з 1913 року. З 146 робіт представлених на виставці, 46 були портретами О'Кіф.
У 20х роках XX століття, Альфред Стігліц брав участь, як організатор, у великій кількості виставок. Крім того, він багато знімав.
У 1922, він брав участь в організації величезної виставки картин сучасних художників. На ній були представлені роботи сорока майстрів, в тому числі і роботи О'Кіф.
У тому ж 1922 році він почав знімати серію «Хмари», над якою працював багато років. У цю серію увійшли сотні фотографій хмар. Альфред намагався дослідити їх форму і красу.
Наприкінці 1924 Бостонський музей мистецтв (Boston Museum of Fine Arts) включив у свою колекцію 24 фотографії Альфреда Стігліца.
У 1925, після цікавої, але неуспішною в комерційному плані виставки, яку Стігліц організовував, він відкриває невелику галерею «The Intimate Gallery».
У 1929 будівлю, в якому розміщувалася галереї Стігліца зносять, залишаючи Альфреда без галереї. Деякий час він знаходиться в депресії, друзі збирають гроші на нову галерею, але Стігліц не в силах почати нову справу.
Але, урешті-решт він погоджується прийняти щедрий подарунок друзів, і, наприкінці 1929 року відкриває нову галерею An American Place. An American Place стала найбільшою галерей з усіх, які він відкривав. Стігліц продовжував утримувати An American Place 16 років, практично до своєї смерті.
А в 1932 Альфред Стігліц підготував і провів ретроспективну виставку своїх робіт, на якій було представлено 127 його фотографій зроблених протягом 42-річної кар'єри. У тому ж 1936, Альфред Стігліц зробив ще одну знакову виставку, на цей раз в галереї An American Place була представлена серія робіт Анселя Адамса. У 1938 Альфред Стігліц переніс сильний серцевий напад, і останні вісім років життя дуже багато хворів. Він помер влітку 1946 року.

## Цитати
1. «Я народbdcz в місті Гобокен. Я американець. Фотографія — моя пристрасть. Пошук істини — нав'язлива ідея.»
2. «Я знаходжу сюжети pf шістдесят ярдів від своїх дверей.»
3. «Художники, яким я показував свої ранні фотографії, казали, що заздрять мені; що мої фотографії кращі, ніж їхні картини, але, на жаль, фотографія — це не мистецтво. Я не міг зрозуміти, як можна одночасно захоплюватися роботою і відкидати її як нерукотворну, як можна ставити свої роботи вище тільки на тій підставі, що вони зроблені руками», — обурювався Стігліц.